# Ghost Rider (motard)
Pour les articles homonymes, voir Ghost Rider.
 (mars 2019).
Si vous disposez d'ouvrages ou d'articles de référence ou si vous connaissez des sites web de qualité traitant du thème abordé ici, merci de compléter l'article en donnant les références utiles à sa vérifiabilité et en les liant à la section « Notes et références ».
Patrik von Fürstenhoff alias « Ghost Rider » est un motard suédois ou bien un groupe de motards, ayant sorti en DVD divers affronts faits à la police et des exploits routiers illégaux.
Ghost Rider est toujours habillé de noir, des bottes jusqu'au casque à visière teintée et chevauche une moto complètement noire. Il conduit toutes sortes de motos, principalement une Suzuki GSX-R 1000 et une Suzuki GSX 1300 R Hayabusa à moteurs préparés. Il a débuté avec une Honda 250 CBR, a poursuivi avec une Honda 650 FMX Supermotard avant de changer pour une Suzuki 500 GSE, marque qu'il ne quittera plus.

## Exploits controversés
Ghost Rider est le héros d'une série de films produits de manière indépendante en DVD, dans lesquels on le voit exécuter des figures et des courses illégales sur sa moto, sur des routes et autoroutes publiques à travers la Suède et dans d'autres pays d'Europe (dont la France), défiant les forces de l'ordre.
Ses films sont généralement tournés dans la perspective d'une dashcam montée sur le cadre, le casque ou les roues de sa moto : courses à grande vitesse sur la voie publique, manœuvres extraordinaires sur la chaussée, etc. Toutes ses acrobaties sont filmées dans des environnements non contrôlés, au mépris des lois.
La forte notoriété acquise par Ghost Rider au travers d'Internet, ainsi que par la diffusion de ses DVD, a été l'objet de nombreuses discussions dans des émissions télévisées ou des magazines à travers le monde.
Dans le DVD Ghost Rider Goes Crazy in Europe, le motard s'attaque à un record détenu jusque-là par un motard français se faisant appeler le « Prince noir » : un tour du boulevard périphérique de Paris, d'une distance d'environ 35 km, effectué en 11 min 4 s en 1989, et filmé depuis une caméra fixée sur le réservoir. En 2004, Ghost Rider accomplit le tour complet en 9 min 57 s. Les deux courses ne sont toutefois pas tout à fait comparables : le tracé a été légèrement modifié entre-temps, Ghost Rider a effectué son temps de nuit tandis que le Prince noir l'avait fait avec un peu plus de circulation un dimanche matin à 7:30 heures. L'horaire choisi par Ghost Rider pour sa course allège à peine la difficulté de la prestation, mais réduit considérablement les risques d'accident pour lui et les autres usagers, il n'emprunte pas de bretelle d'entrée ou de sortie, et il effectue ce record au guidon d'une moto bien plus performante, une Suzuki GSX-R 1000 de 2004, alors que celle du Prince noir est une Suzuki GSX-R 1100 de 1989.

## Filmographie
| Titre                             | Année |
| --------------------------------- | ----- |
| Ghost Rider: The Final Ride       | 2002  |
| Ghost Rider Goes Wild             | 2003  |
| Ghost Rider Goes Crazy in Europe  | 2004  |
| Ghost Rider Goes Undercover       | 2005  |
| Ghost Rider: Back To Basics       | 2008  |
| Ghost Rider 6.66 - What the fuck… | 2011  |
| Ghost Rider 2016…                 | 2016  |